# 베네수엘라 스페인어
베네수엘라 스페인어(스페인어: Español venezolano, 스페인어: castellano)는 베네수엘라에서 사용하는 스페인어로 라틴아메리카식 스페인어에 해당한다. 베네수엘라에서 스페인어는 스페인의 개척자들에 의해 처음으로 쓰이기 시작했으며, 이탈리아에서 온 이민자들의 영향을 받아 이탈리아어 단어들과 비슷한 단어들도 존재한다. 오늘날 베네수엘라에서 쓰이는 스페인어는 안달루시아 지방에서 쓰이는 방언들과도 겹치는 부분이 있다.

## 같이 보기
- 멕시코 스페인어
- 볼리비아 스페인어
- 칠레 스페인어